# Ainderby Steeple
Ainderby Steeple är en ort och civil parish i Storbritannien.   Den ligger i grevskapet North Yorkshire och riksdelen England, i den centrala delen av landet, 300 km norr om huvudstaden London. Ainderby Steeple ligger 41 meter över havet och antalet invånare är 298.
Terrängen runt Ainderby Steeple är platt. Runt Ainderby Steeple är det ganska tätbefolkat, med 67 invånare per kvadratkilometer. Närmaste större samhälle är Northallerton, 4,0 km öster om Ainderby Steeple. Trakten runt Ainderby Steeple består till största delen av jordbruksmark.